# Caularthron
  Caularthron Raf. 1837 es un género de orquídeas epífitas con 4 especies.

## Descripción
Estas especies tienen una amplia gama de color en sus flores en racimos que pueden ser erectos o péndulos.

La mayoría son epífitas. Tienen alianza con  Barkeria y Epidendrum. Algunas de sus especies se clasifican dentro del género Diacrium. Los tallos son normalmente cortos.

Los pseudobulbos de unos 6 a 30 cm de longitud, son ovoides, y están claramente separados.
Cada pseudobulbo desarrolla una o dos hojas céreas y aspecto de cuero de unos 20 cm de longitud.

La inflorescencia es en racimo y puede tener una longitud de 30 cm y llevar unas 8 flores, las cuales rosas, púrpuras o blancas.

Es bastante común por parte de las colonias de hormigas de hacer sus nidos en los internodos de los pseudobulbos.

## Distribución y hábitat
Las especies de este género son epífitas y se encuentran ampliamente distribuidas por el Caribe, Centroamérica, Suramérica y Trinidad.

## Cultivo
Los miembros de este género se crían fácilmente en cultivo y son resistentes a las sequías. El cultivo de cada especie requiere unas condiciones específicas que corresponden con las de su hábitat natural. Muchas de ellas se pueden situar en placas, por lo que sus raíces pueden recibir corrientes de aire y aguantar ciclos de humedad o sequía.

Las especies de Caularthron se hibridan fácilmente con especies dentro del género y con otros géneros próximos, tal como Cattleya (x Laeliocattleya, más de 2,000 especies), Brassavola,  Bletia, Laelia,  Rhyncholaelia, y  Sophronitis. La mayoría de las orquídeas híbridas pertenecen a esta categoría p.e. x Sophrolaeliocattleya, x Brassolaeliocattleya y un gran número de otras variaciones.

## Taxonomía
El género fue descrito por Constantine Samuel Rafinesque y publicado en Flora Telluriana 2: 40–41. 1836[1837]. 
Etimología
El género Caularthron  (abreviado Clrth.) su nombre procede del griego  "kaulos" = "tallo" y  "arthron" = "juntos" en referencia a sus  pseudobulbos que se encuentran agrupados.

## Especies
- Caularthron amazonicum  (Schltr.) H.G.Jones (1968)
- Caularthron bicornutum  (Hook.) Raf. (1837) ( Orquídea Virgen )
- Caularthron bilamellatum  (Rchb.f.) R.E.Schult. (1958)( Pequeña Orquídea Virgen )
- Caularthron kraenzlinianum  H.G.Jones  (1980

## Híbridos Intergenéricos
- Calaeonitis: Can (Caularthron x Laelia x Sophronitis)

- Caulaelia: Cll (Caularthron x Laelia).

- Laeliocatarthron: Lcr (Cattleya x Caularthron x Laelia).

- Nuccioara: Nuc (Cattleya x Caularthron x Laelia x Sophronitis).